# Robert Plomin
Robert Joseph Plomin (Chicago, 20 febbraio 1948) è uno psicologo e genetista statunitense naturalizzato britannico.

## Biografia
Nato in una famiglia di origini tedesche e polacche, si iscrisse all'Università DePaul, dove conseguì il baccellierato in psicologia nel 1970, spostandosi poi all'Università del Texas ad Austin, nella quale divenne allievo di Arnold Buss, conseguendo il dottorato in psicologia nel 1974.
Trasferitosi all'Istituto di genetica del comportamento dell'Università del Colorado a Boulder, fu assistente universitario fino al 1978, quando venne designato professore associato; nel 1982 fu nominato professore ordinario alla cattedra di psicologia e genetica del comportamento dell'ateneo del Colorado.
Nel 1986 venne chiamato dall'Università statale della Pennsylvania per tenere la cattedra di psicologia dello sviluppo; sposatosi nel 1987 con la psicologa dello sviluppo Judith Dunn, tra il 1989 e il 1990 fu presidente della Società di genetica del comportamento, divenendo subito dopo direttore del Centro di genetica clinica e dello sviluppo nell'ateneo della Pennsylvania.
Nel 1994 si trasferì all'Istituto di psichiatria del King's College di Londra come professore ordinario alla cattedra di genetica del comportamento, fondando insieme a Michael Rutter il Centro di psichiatria sociale, genetica e dello sviluppo.

## Attività scientifica
Considerato il settantunesimo psicologo più eminente del ventesimo secolo dalla Società statunitense di psicologia, è autore di oltre ottocento lavori scientifici pubblicati su riviste accademiche specializzate nella genetica del comportamento e nello studio dei gemelli monozigoti.

## Opere
- Robert Plomin, John DeFries e Gerald McClearn, Behavioral Genetics, San Francisco, W. H. Freeman and Company, 1980.
  -  Marco Poli e Stefano Duga (a cura di), Genetica del comportamento, traduzione di Rosanna Asselta, Luca Del Giacco e Bice Strumbo, Milano, Raffaello Cortina Editore, 2001.
- Arnold Buss e Robert Plomin, Temperament, Hillsdale, Lawrence Erlbaum Associates, 1984.
- Robert Plomin e John DeFries, Origins of Individual Differences in Infancy, prefazione di Jerome Kagan, Orlando, Academic Press, 1985.
- Robert Plomin, Development, Genetics, and Psychology, Hillsdale, Lawrence Erlbaum Associates, 1986.
- Robert Plomin e Judith Dunn (a cura di), The Study of Temperament, Hillsdale, Lawrence Erlbaum Associates, 1986.
- Robert Plomin, John DeFries e David Fulker, Nature and Nurture During Infancy and Early Childhood, Cambridge, Cambridge University Press, 1988.
- Judy Dunn e Robert Plomin, Separate Lives, New York, Basic Books, 1990.
  -  Vite separate, presentazione di Silvia Bonini, Firenze, Giunti Editore, 1997.
- Theodore Wachs e Robert Plomin (a cura di), Conceptualization and Measurement of Organism-Environment Interaction, Washington, Società statunitense di psicologia, 1991.
- Robert Plomin e Gerald McClearn (a cura di), Nature, Nurture & Psychology, Washington, Società statunitense di psicologia, 1993.
- Robert Plomin, Genetics and Experience, Thousand Oaks, SAGE Publishing, 1994.
  -  Marco Poli e Dario Varin (a cura di), Natura ed esperienza, traduzione di Viola Macchi Cassia, Milano, Raffaello Cortina Editore, 1998.
- E. Mavis Hetherington, David Reiss e Robert Plomin (a cura di), Separate Social Worlds of Siblings, Hillsdale, Lawrence Erlbaum Associates, 1994.
- Robert Plomin, John DeFries, Ian Craig e Peter McGuffin (a cura di), Behavioral Genetics in the Postgenomic Era, Washington, Società statunitense di psicologia, 2003.
- Kathryn Asbury e Robert Plomin, G is for Genes, Hoboken, John Wiley & Sons, 2013.
  -  G come geni, traduzione di Francesca Ortu, Milano, Raffaello Cortina Editore, 2015.
- Robert Plomin, Blueprint, Londra, Allen Lane, 2018.
  -  L'impronta genetica, traduzione di Elena Stubel, Milano, Raffaello Cortina Editore, 2019.